# Hurricane (singel Baby Alice)
Hurricane – trzeci singel szwedzkiego zespołu Baby Alice, który został wydany w 2009 roku przez Catchy Tunes.

## Lista utworów
- CD maxi–singel (2009)[1]

1. „Hurricane” (Radio Edit) – 3:13
2. „Hurricane” (Extended Version) – 4:31
3. „Hurricane” (Candy Crew Remix) – 5:31
4. „Hurricane” (Bacardiflavour Remix) – 4:29
5. „Hurricane” (Parka – Spinning Tornado RMX) – 4:10

## Notowania na listach sprzedaży
| Kraj      | Lista (2009)   | Najwyższa pozycja |
| --------- | -------------- | ----------------- |
| Finlandia | Top 20 Singles | 17                |